# Гетьман (Замостя)
Спортивний клуб «Гетьман» (Замостя) або просто «Гетьман» (пол. Klub Sportowy Hetman Zamość) — професіональний польський футбольний клуб з міста Замостя.

## Попередні назви
- Стрілець
- Гетьман Замостя
- Спарта Замостя
- Союз Замостя
- МЗКС Гетьман Замостя
- Гетьман-Kadex-Замостя
- СК Гетьман Замостя

## Історія
СК «Гетьман» (Замостя) розпочав свої виступи в 1934 році в Класі C. Того ж сезону посів перше місце та вийшов до Класу B. Два роки по тому клуб здобув місце в Класі A, в якому виступав з 1936 по 1954 роки. У 1956—1970 роках був одним з найсильніших клубів окружної ліги, в 1970 році провів один сезон у третьому дивізіоні, а в 1972 році — в четвертому. З 1973 по 1975 роки виступав у чемпіонаті воєводства. Сезон 1975/76 років виступала в В.-М. окружній лізі, а 1976—1977 роки провів у окружній лізі «Замостя-Холм». В 1987 році виступав у третій лізі, але потім продовжив змагатися в Міжрегіональній лізі.
Сезон 1980/81 років провів у Окружній лізі «Замостя-Холм». Сезон 1981/82 років провів у чемпіонаті воєводства. З 1982 по 1992 роки «Гетьман» виступав у Третій лізі. 1992—2003 роки стали «золотими» в історії клубу. У 2003 році «Гетьман» вилетів до третьої ліги, через п'ять років повернувся до другої ліги, але в сезоні 2009/10 років завершив свої виступи в чемпіонатах. 16 березня 2010 року через фінансові та кадрові причини клуб вирішив припинити виступи в чемпіонаті сезону 2009/10 років. У сезоні 2016/17 років клуб розпочав свої виступи в четвертій лізі чемпіонату Польщі.

## Досягнення
- Третя ліга чемпіонату Польщі
  -  Чемпіон (1): 1991/92
  -  Срібний призер (1): 2007/08

## Відомі гравці
- Якуб Білке
- Пшемислав Титонь
- Матеуш Прус
- Горан Чосич